# Игорный дом А. И. Троицкого
Игорный дом А. И. Троицкого — памятник градостроительства и архитектуры в историческом центре Нижнего Новгорода.

## История
Здание построено в начале XX века как жилой флигель. В 1905 году его выкупил Александр Иванович Троицкий. Через три года после реконструкции (предположительно автором её стал архитектор С. А. Левков) Троицкий открыл здесь игорный дом, в котором играли на деньги в карты, бильярд и шахматы.
По одной из легенд, однажды соперником владельца дома по игре в шахматы стал Михаил Иванович Чигорин. Он занимал только первые места на всероссийских турнирах, блестяще выступал в Лондоне, Будапеште, Вене, Монте-Карло и других городах. После победы Чигорин оставил свой выигрыш Троицкому с условием, что тот больше не будет проводить подобные партии, чтобы не порочить игру. В память об этом событии Троицкий украсил дом в шахматных мотивах, а именно – разместил над входом две склоненные за шахматной партией головы, которые издали можно принять за львиные, или головы египтеских сфинсков, или авгуров (римских предсказателей).
В 1915 году дом перешел во владение О. Е. Аркадьевой. А в 1918 году здание было национализировано (муниципализировано) и отдано под жилые квартиры. 

С 1967 по 2009 годы в здании размещалось городское управление культуры (департамент культуры).
В 2013 году дом был продан владельцу одного из рынков Нижнего Новгорода с условием реставрации.
В 2015 году торцевая стена дома была разрушена. По словам активистов, это сделали люди, связанные с Ваганом Багдасаряном, владельцем дома.
В 2017 году Городская Дума Нижнего Новгорода поднимала вопрос об изъятии дома из собственности Багдасаряна, однако решение об этом так и не было принято.
Весной 2019 года началась реставрация дома, в результате которой особняк был снесён и построен заново в увеличенном по отношению к оригиналу размере. Работами занималась компания «Владимирреставрация», на счету которой уже несколько снесённых памятников. Градозащитники отмечали, что реставрация дома была проведена с нарушениями. В том числе, сообщалось, что при реставрации бюстам авгуров добавили выдающиеся носы.
В 2023 году два нижегородских журналиста анонсировали возвращение к истории с Шахматным домом – они начали работу над комиксом «Вероятные приключения авгуров в Нижнем Новгороде».
Комикс задуман как яркий и увлекательный способ рассказать новую историю двух авгуров, которые уже более ста лет сидят на крыше Игорного дома и играют бесконечную шахматную партию. По замыслу авторов, из этой истории можно будет узнать как о прошлом Нижнего Новгорода, так и о его современности, сравнить, что изменилось за последний век в городском пространстве и как изменились сами нижегородцы.

## Архитектура
Дом является прекрасным образцом раннего модерна в Нижнем Новгороде. Уличный фасад, находящийся в ряду фронтальной застройки улицы, имеет ассиметричное решение, подчеркнутое двумя ризолитами, в одном из которых размещается вход. Наибольшее внимание уделяется именно ризолиту со входом. Расположенная здесь дверь выполнена в виде подковы. Это один из излюбленных приемов европейского модерна.
Выше карниза поднимаются пилоны, завершенные объемной скульптурной группой в виде двух голов, склоненных над шахматной доской. Скульптуры носят явно символических характер, отражая назначение здания. (Архитектурная справка дана по книге «Модерн» Ольги Орельской, 2018).